# Mosaics de la Catedral de Monreale
Els mosaics de la catedral de Monreale (segle xii – mitjans segle xiii) són un conjunt de mosaics de l'escola romana d'Orient que cobreixen bona part dels murs del temple sicilià. Es consideren els mosaics més ben conservats de l'edat mitjana.

## Mosaics
La decoració mural de les tres naus de l’església catedral de Monreale, feta amb la tècnica del mosaic, cobreix pràcticament tota la superfície i presenta episodis de l'Antic i el Nou Testament. Es considera que els mosaics es van fer en gran part entre 1180 i 1189, any en què va morir Guillem II de Sicília, promotor de la catedral, i al que va seguir tot un període de revoltes. Amb fons daurat, s’inclouen dins de l’escola romana d'Orient i es creu que en part van ser obra d’obrers locals formats en aquesta escola.
Les escenes es desenvolupen sense interrupció al llarg de 6.340 m². Malgrat que presenten moltes similituds amb les de la Capella Palatina de Palerm, tant pel que fa l’estil com a la iconografia, els mosaics de Monreale introdueixen característiques noves. Una d’elles és la seva magnificència, donada pel fet que Guillem II tenia com a objectiu crear un complex artístic sense precedents que mostrés la importància que la ciutat havia assolit durant la dominació normanda.

## Distribució
Els mosaics que adornen la Catedral representen principalment (almenys en els murs de la creu de capçalera i la nau central) les històries de l'Antic i del Nou Testament, incloent diversos episodis bíblics que van des dels set dies de la creació fins a la fundació de l'Església de Crist a la Terra a través dels Apòstols. A aquestes representacions s'empelten altres decoracions de mosaic que representen un conjunt hieràtic d'àngels, sants i profetes.
Seguint l'eix longitudinal de la nau principal de l'Església, és possible identificar les escenes de la Creació que comencen a l'extrem oriental del mur dret amb els episodis relacionats amb el Paradís terrenal i que acaben després amb l'episodi de la lluita de Jacob amb l’àngel a l'extrem oriental esquerre.
|                               |                                   |                      |                |                                       |                                                         |                      |                               |                  |
| Creació del Cel i de la Terra | Creació dels peixos i dels ocells | El repòs del Creador | Creació d'Adam | Adam és introduït al Paradís terrenal | Adam i Eva amb l'arbre del Coneixement del Bé i del Mal | El retret de l'Etern | Sacrifici a Déu d'Abel i Caín | Caín mata a Abel |

En el transsepte es representa la vida de Crist: el cos central està dedicat als episodis de la seva infantesa, mentre que el braç dret i el braç esquerre es dediquen respectivament a la seva vida pública i a la seva Passió amb els fets de l'Ascensió i Pentecosta annexos. Al final de les dues naus, la mirada de l'observador queda inevitablement atreta per la immensa representació de Crist Pantocràtor que ocupa tota la conca absidal.
|                              |                                           |                       |                                  |                      |                       |                                 |                                            |                                       |
| La curació dels deu leprosos | Jesús persegueix els mercaders del temple | Jesús i la Samaritana | Curació d'un malalt d'hidropesia | Jesús cura el leprós | Curació del paralític | Curació dels dos cecs de Jericó | Curació de la filla del cap de la sinagoga | Resurrecció del fill de la vídua Nain |

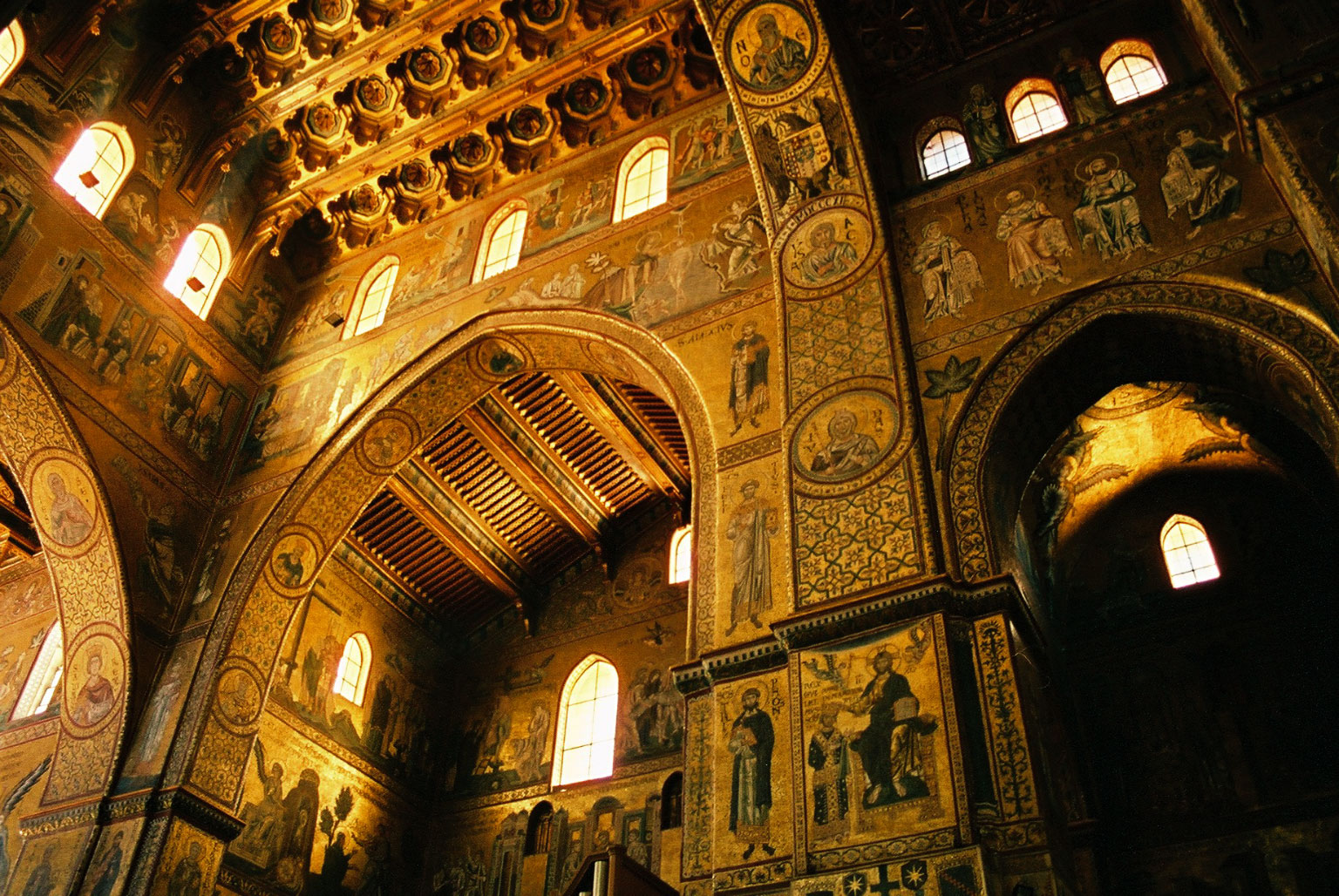
Mosaics del creuer i del transsepte

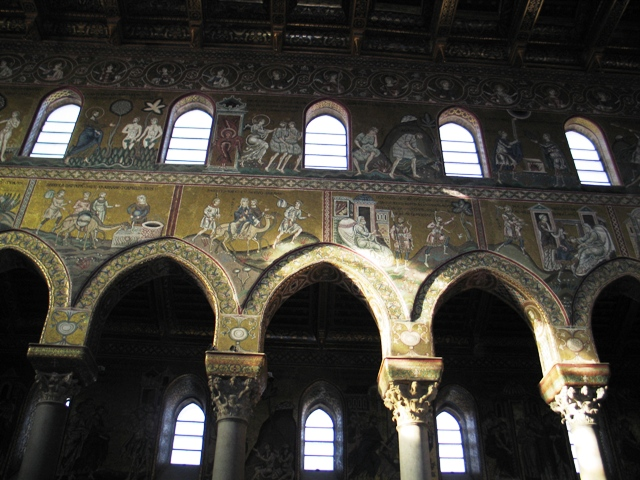
Mosaics de la nau central

Al santuari i a la solea (passarel·la llarga i estreta, que parteix de la zona del presbiteri i s'estén cap a la nau central), la imatge de Crist Pantocràtor està envoltada pels membres electes de la seva cort celestial: la Mare de Déu, els àngels, els apòstols, alguns sants (entre ells Sant Cesari de Terracina, molt venerat pels monjos benedictins) i reis, i profetes de l'Antic Testament.
Paral·lelament a l'esquema fonamental de l'organització decorativa de la Catedral, tant la nau principal com la menor tenen representacions addicionals, sempre fetes amb mosaics. A la primera, per exemple, hi ha un grup de tres representacions referents a la biografia de tres sants vinculats al sud d'Itàlia: San Castrense, San Cassio i San Casto. A la segona, però, es dediquen diversos espais a la il·lustració dels miracles fets per Crist. Continuant l'examen dels elements iconogràfics addicionals, representen altres decoracions mosaics destacables:
- La vida i obra d'evangelització dels apòstols Pere i Pau, respectivament a les dues capelles a la dreta i a l'esquerra de la solea.
- Medallons amb busts de màrtirs, a l'intradós dels arcs que divideixen la nau principal de les menors.
- Personatges pertanyents a la genealogia de Crist, a l'intradós dels quatre grans arcs que delimiten el cos central del transsepte.
- El Vel de Verònica, a la cara oriental de l'arc que separa la solea del transsepte.
- Coronació de Guillem II i do de l'Església del Sobirà a la Mare de Déu, sobre els pilars que sostenen l'arc d'entrada des de la solea al santuari.